# Flora Drummond
Flora Drummond, (Manchester, 4 d'agost de 1878 - Carradale, 17 de gener de 1949) va ser una sufragista britànica. Fou anomenada «El General», pel seu hàbit de liderar marxes pels drets de la dona vestint un uniforme d'estil militar «amb una gorra d'oficial i xarreteres», i muntant un gran cavall.
Drummond va ser organitzadora de la Unió Social i Política de les Dones (WSPU) i va ser empresonada nou vegades pel seu activisme en el moviment del sufragi femení. Va tenir un paper clau en l'organització i direcció de mítings, marxes i manifestacions. Era una oradora consumada i inspiradora, i tenia fama de poder sufocar els intrusos amb facilitat.

## Biografia
Filla de Sarah (de soltera Cook) i Francis Gibson. El seu pare era sastre i mentre Flora era encara una nena petita la família es va traslladar a Pirnmill, a l'Illa de Arran, on la seva mare tenia les arrels familiars. En sortir de l'escola secundària a l'edat de catorze anys, es va traslladar a Glasgow per a fer un curs de formació empresarial en una escola de l'administració pública, on va aprovar els requisits per a convertir-se en una empleada de correus, però per la seva alçada d'1,55 m se li va negar un lloc, ja que no complia amb el nou requisit d'altura mínima de 1,57 m.
Encara que va arribar a obtenir un títol de la Royal Society of Arts en taquigrafia i mecanografia, continuava tenint un ressentiment per la discriminació que feia que les dones, a causa de la seva menor alçada mitjana, no poguessin ser carteres. Després de casar-se amb Joseph Drummond, va tornar a la seva ciutat natal i juntament amb el seu marit va participar activament en la Societat Fabiana i en el Partit Laborista Independent. Drummond es va convertir en la principal font d'ingressos quan el seu marit va perdre la feina. Era gerenta de la fàbrica britànica de màquines d'escriure Oliver Typewriter Company.

## Activisme polític

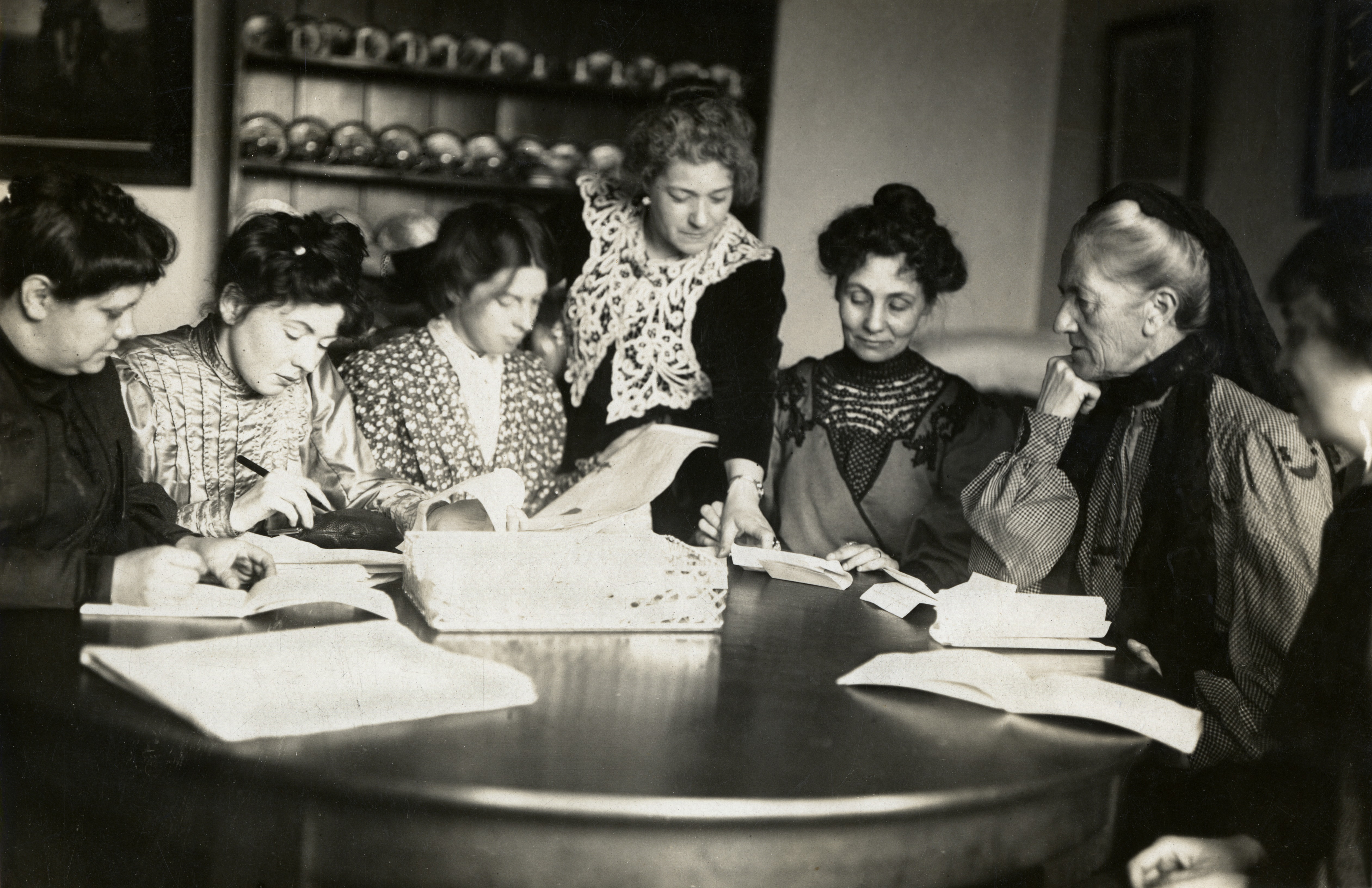
Flora Drummond amb Christabel Pankhurst, Annie Kenney, (desconeguda), Emmeline Pankhurst, Charlotte Despard i (desconeguda), 1906–1907

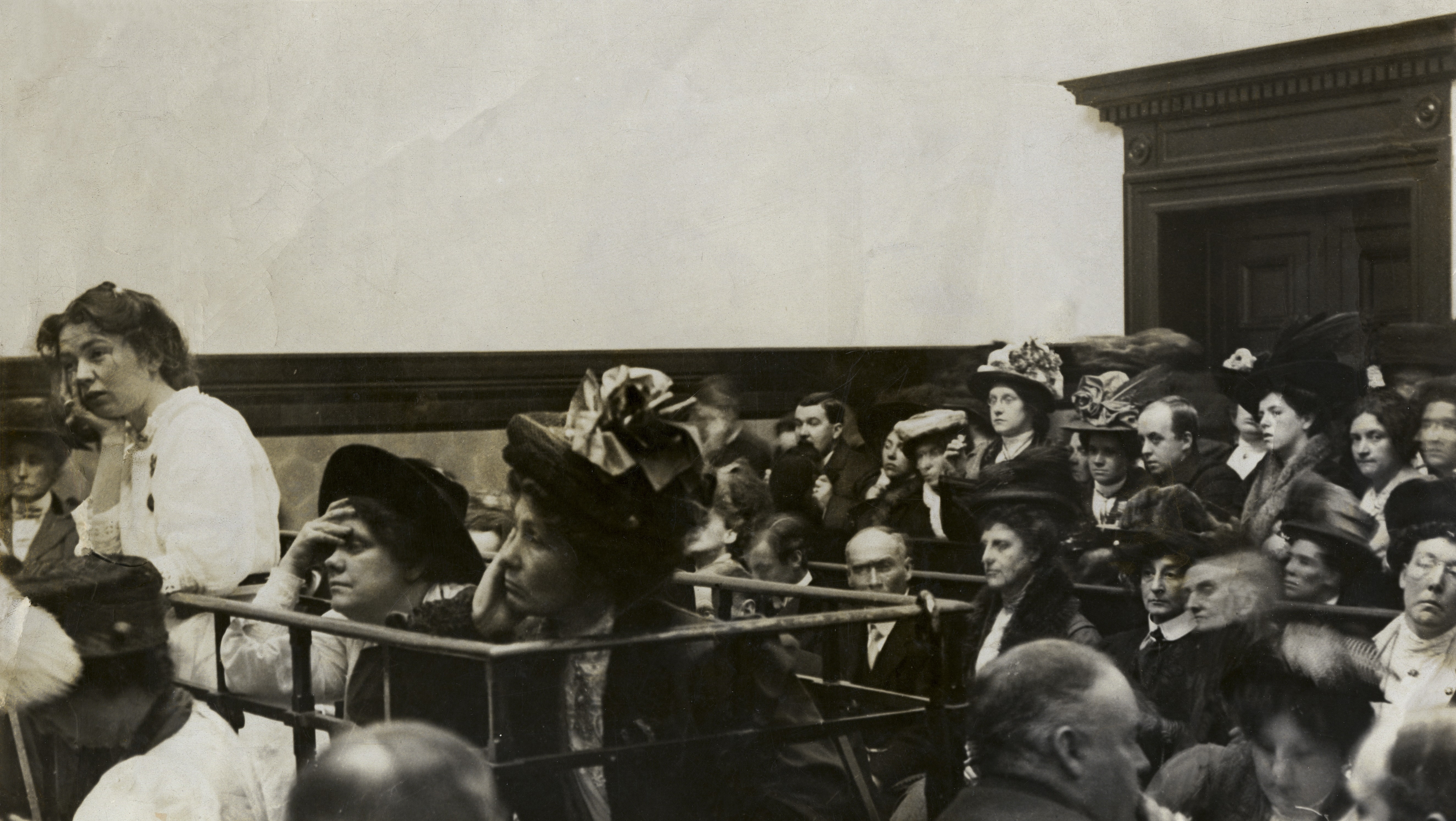
Christabel Pankhurst, Flora Drummond i Emmeline Pankhurst durant el judici de 1908

Flora Drummond es va unir a la WSPU el 1906. Després d'una reunió electoral del Partit Liberal en el Free Trade Hall de Manchester, Christabel Pankhurst i Annie Kenney van ser empresonades per pressionar el candidat, Winston Churchill, perquè respongués a la pregunta: «Si resulta escollit, farà tot el possible perquè el sufragi femení sigui una mesura governamental?» Quan les dues dones van ser posades en llibertat, la WSPU va celebrar un míting a Manchester al qual va assistir Drummond, que havia estat testimoni dels seus arrestos, i va ser persuadida a unir-se al moviment. Poc després es va traslladar a Londres i a la fi de 1906 havia complert el seu primer mandat a Holloway després de ser arrestada a la Cambra dels Comuns del Regne Unit. Flora Drummond era coneguda per les seves atrevides i cridaneres actuacions, que inclouen el lliscament el 1906 dins de la porta oberta del 10 de Downing Street mentre la seva companya Irene Miller era arrestada per colpejar la porta. El 1908 Drummond i Helen Millar Craggs van fer campanya amb èxit altre cop contra Churchill. Aquest any, Drummond també es va convertir en organitzadora remunerada a la seu de la WSPU, i va llogar un vaixell per a poder acostar-se al Palau de Westminster des del riu Tàmesi per a arengar als membres del Parlament que s'asseien a la terrassa del riu.

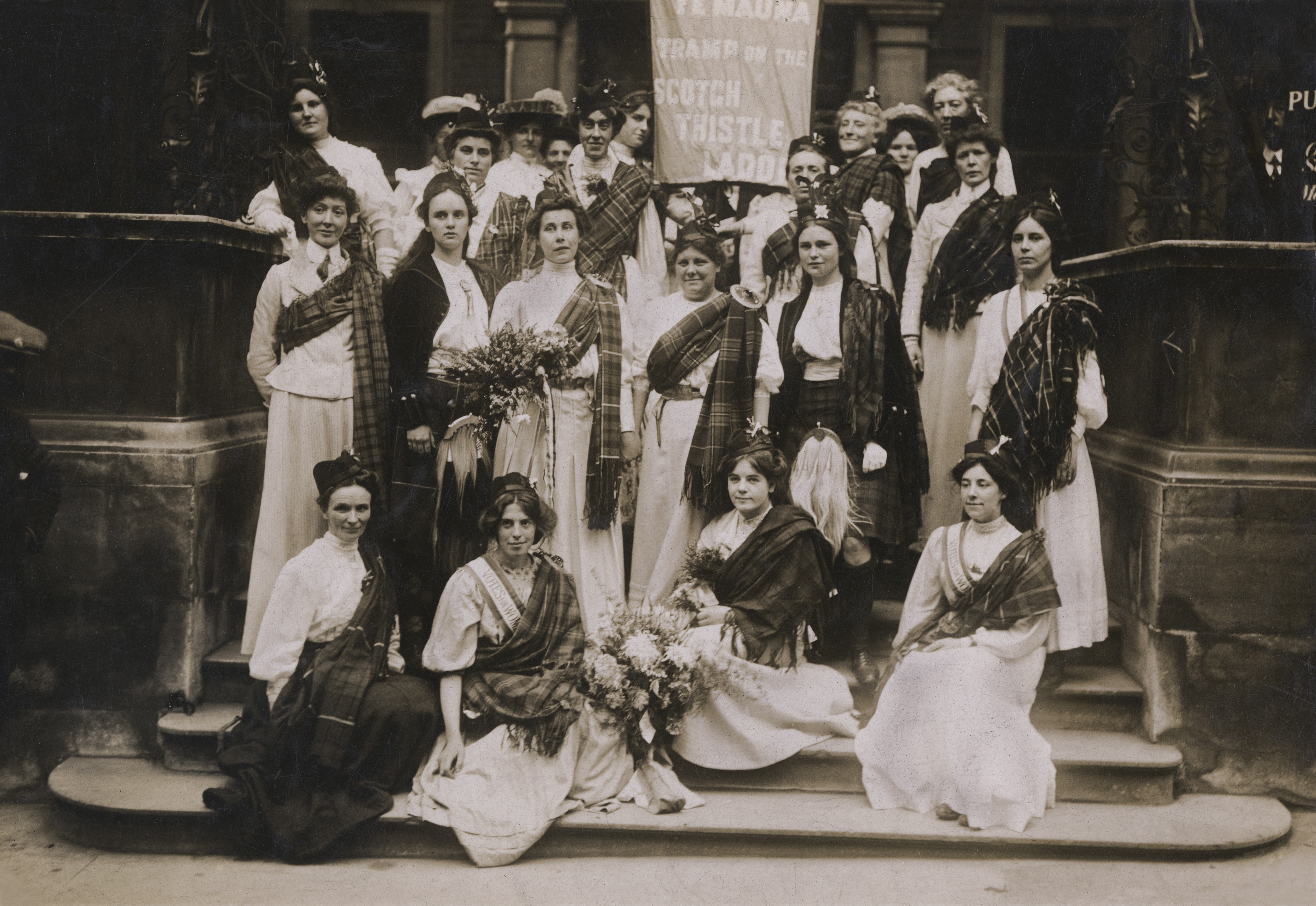
Flora Drummond en el centre amb sufragistes amb faixes de tartán: "Ye Mauna Tramp on the Scotch Thistle Laddie".

Quan Mary Philips, que havia treballat a Glasgow, va ser alliberada de la presó després de complir la sentència més llarga (tres mesos), va ser rebuda per Flora Drummond, amb gaites i altres sufragistes que van posar amb tartán, per a una fotografia sota el lema "Ye Mauna Tramp on the Scotch Thistle Laddie". Les sufragistes escoceses presents van comparar la seva lluita amb la campanya de William Wallace. Drummond també va donar la benvinguda a Catherine Corbett i a altres alliberats de la vaga de fam a la presó de Dundee, després dels disturbis de la reunió de Winston Churchill (1900-1939) a Dundee.
Flora Drummond va ser una de les principals organitzadores del míting Trafalgar Square a l'octubre de 1908, que la va conduir a un període de tres mesos de presó a Holloway juntament amb Christabel i Emmeline Pankhurst per «incitació a precipitar-se a la Cambra dels Comuns». Les dones van tenir l'opció de ser obligades a mantenir la pau durant dotze mesos en lloc d'una pena privativa de llibertat, però totes tres van optar per romandre a Holloway. Drummond estava en el primer trimestre d'embaràs quan va ser empresonada i després de desmaiar-se i ser portada a l'ala de l'hospital se li va atorgar la llibertat anticipada per problemes de salut. Quan Drummond sortia de la presó, Emmeline Pankhurst va trencar la «regla del silenci», que prohibia a les presoneres sufragistes parlar entre elles i va cridar: «Estic contenta perquè ara seràs capaç de continuar amb la tasca».
Drummond va rebre la Hunger Strike Medal «per Valor» de la WSPU, després de nou empresonaments i diverses vagues de fam.

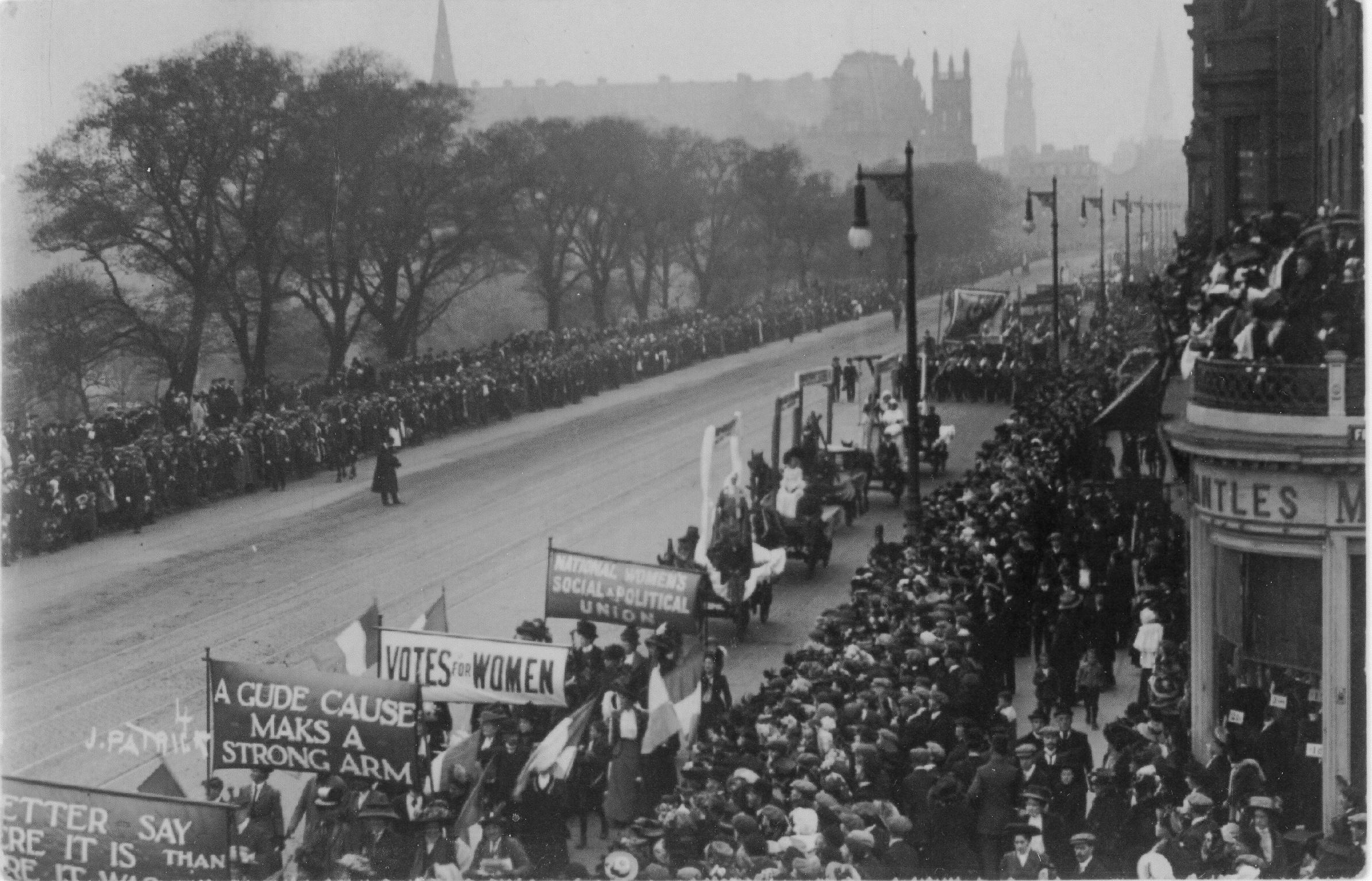
La gran marxa de les dones, a Edimburg, organitzada per la Unió Social i Política de les Dones (WSPU) el 9 d'octubre de 1909.

L'octubre de 1909, va ser l'organitzadora de la primera marxa militant a Edimburg com a resposta a un comentari crític de la direcció de la WSPU al seu butlletí Votes for Women que deia «Bella, altiva, digna, severa Edimburg, amb la seva cautelosa i ferma gent, encara no s'ha despertat per participar en els nostres mètodes militants». El tema de la marxa era «Han fet i poden fer i faran» i s'hi veien dones amb pancartes i tocant gaites vestides amb la seva roba de treball o com a figures històriques escoceses femenines. Reynolds, Sian. Paris-Edinburgh: Cultural Connections in the Belle Epoque (en anglès).  Ashgate Publishing Ltd, 2007, p. 188–189. ISBN 978-0-7546-3464-5.
| «                                                      | ...la imponent exhibició va aconseguir el seu propòsit. Anunciava a desenes de milers l'objectiu de les sufragistes... Darrere d'aquest moviment hi ha una sòlida falange de dones decidides i infrangibles, obstinades a obtenir el vot i totalment resoltes a triomfar sobre qualsevol obstacle”. | » |
| — Edinburgh Evening Dispatch, ccitat a Reynolds (2007) | |   |

El 1913, Drummond i Annie Kenney van organitzar que els representants de la WSPU parlessin amb els polítics David Lloyd George i Edward Grey. La reunió s'havia realitzat amb la condició que es tractava de dones treballadores que representaven la seva classe. Van explicar les terribles condicions salarials i laborals que sofrien i la seva esperança que un vot permetés a les dones desafiar l'statu quo de manera democràtica. Alice Hawkins, de Leicester, va explicar com els seus companys treballadors podien escollir un home perquè els representés mentre que les dones no hi estaven representades.

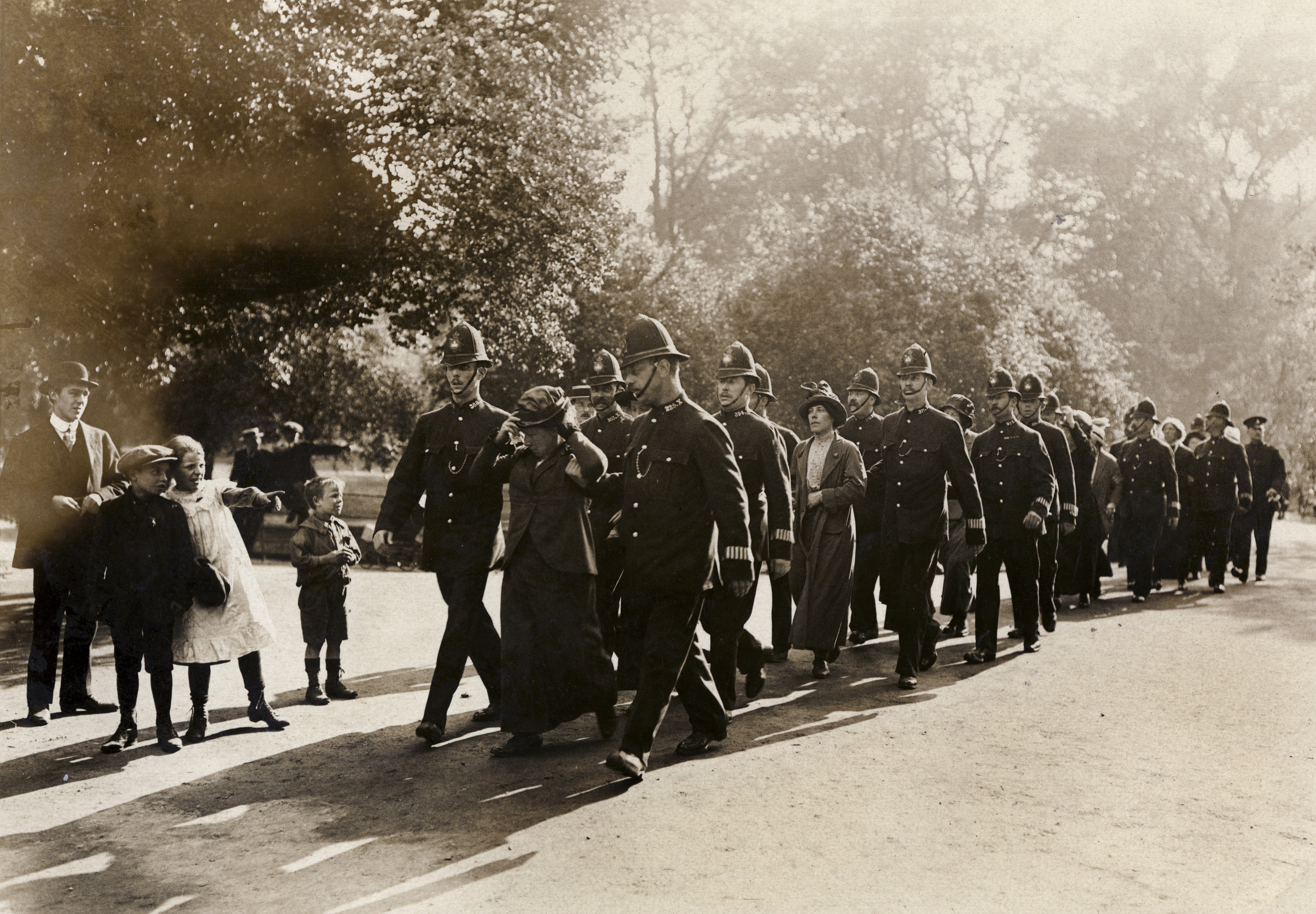
Flora Drummond durant el seu arrest de 1914

Flora Drummond era la líder dels Scouts del Ciclisme de la WSPU, que sortia al país des de la capital amb un missatge de sufragi femení.
Al maig de 1914 Drummond i Norah Dacre Fox (més tard coneguda com a Norah Elam) van assetjar les cases d'Edward Carson i Lord Lansdowne, tots dos prominents diputats unionistes de l'Ulster, que havien estat incitant directament a la militància a l'Ulster contra el projecte de llei d'autonomia que llavors passava pel Parlament. Drummond i Dacre Fox havien estat citades a comparèixer davant els magistrats per «incitar en els discursos» i animar les dones a la militància. La seva resposta als periodistes que les van entrevistar va ser que pensaven que havien de refugiar-se amb Lord Carson i Lord Lansdowne que també havien estat fent discursos d'incitació i animant la militància a Irlanda, però que semblaven estar a resguard de la interferència de les autoritats per fer-ho. Més tard, el mateix dia, totes dues dones van comparèixer davant un magistrat, van ser sentenciades a presó i portades a Holloway, on immediatament van començar vagues de fam i set i van suportar un període d'alimentació forçada.

## Retirada de l'acció directa
Les condicions de la presó de Drummond, incloent diverses vagues de fam, li van passar factura i el 1914 va passar algun temps a l'Illa de Arran per a recuperar la seva salut i després del seu retorn a Londres en esclatar la Primera Guerra Mundial va concentrar els seus esforços a parlar en públic i en l'administració més que en l'acció directa, evitant així nous arrestos. Va romandre en un lloc prominent dins del moviment i el 1928 va ser portadora del fèretre en el funeral de Emmeline Pankhurst.
La seva política es va allunyar del socialisme laboral de la seva joventut, ja que va viatjar per tot el país persuadint els treballadors perquè no fessin vaga, i el 1926 Drummond va tornar a encapçalar una desfilada, la Gran Marxa de la Prosperitat contra els disturbis anteriors a la Vaga General. En els anys 1930, Drummond va formar el Women's Guild of Empire, una lliga de dreta oposada al comunisme i al feixisme. La seva antiga companya militant Norah Elam, que s'havia convertit en membre destacat de la Unió Britànica de Feixistes de Mosley, va escriure un mordaç atac al Women's Guild, qualificant-ho de circ antifeixista i descrivint a la seva antiga amiga com un «volcà extint».
Flora i Joseph Drummond es van divorciar el 1922 i el mateix any es va casar amb un cosí, Alan Simpson, que moriria durant un bombardeig estratègic el 1944; Drummond va tornar a Arran, se li va negar el permís per a construir una casa de camp i va viure en un rafal improvisat amb sostre de ferro corrugat, fins que els seus veïns la van acollir quan es va posar malalta, i va morir el 1949 després d'un vessament cerebral a l'edat de 70 anys.

## Reconeixement pòstum
El seu nom i fotografia (i els d'altres 58 dones que donaven suport al sufragi) estan en el sòcol de l'escultura de Millicent Fawcett a Parliament Square, Londres, inaugurada el 2018. En el 2001 es va col·locar una làpida per a la 'Sufragista General» sobre la seva tomba a Kintyre.